# Saybagh
Saybagh är ett stadsdistrikt i Ürümqi i Xinjiang-regionen i nordvästra Kina.